# El Priorat (Masarac i Vilarnadal)
El Priorat és una entitat de població del municipi altempordanès de Masarac i Vilarnadal. El 2011 tenia 15 habitants.
Se situa aproximadament a uns dos quilòmetres del nucli de Masarac, és un petit nucli urbà construït al voltant de l'assentament religiós. En destaca l'Església de Santa Maria de l'Om que data del segle XI-XII.
Als seus inicis es tractava d'una petita comunitat augustiniana depenent de Vilabertran i qui fou suprimida pel papa Climent VII el 1592.
L'església és situada a 600 m del poble, actualment constituïda per dues naus posseint cadascuna un absis semicircular. Sembla que, inicialment, es tractava d'un edifici d'una sola nau datant del segle xi, i que al segle xii s'hi varen afegir dues naus laterals més estretes, esfondrant així la nau lateral costat nord.
Sobre el frontispici hi ha un portal formada de sis arquivoltes, una llinda i un timpà llis. Dues de les arquivoltes tenen decoracions en relleu, una de les quals de cordó trenat. A la façana hi ha un campanar reconstruït el segle xviii.